# Geogaddi
Geogaddi ist das zweite Album des schottischen Elektroduos Boards of Canada. Es erschien im Februar 2002 an drei verschiedenen Tagen für die jeweilige Region. Es hat einen düstereren Klang als der Vorgänger Music Has the Right to Children (1998). Der Titel des Albums hat keine spezifische Bedeutung, sie solle stattdessen vom Hörer entschieden werden. Es ist das kommerziell erfolgreichste Album des Duos.

## Inhalt
Geogaddi behandelt erneut unschuldige, kindliche, melodisch und harmonische Strukturen, die sich bereits auf dem Vorgängeralbum finden lassen. Bei diesem Album jedoch gibt es Motive, die zum einen sehr froh klingen und zum anderen sehr düster. Manche Songs haben solch düster-okkulte Konnotationen: Bezüge zu gehörnten Gottheiten (You Could Feel the Sky), Kulte der Branch Davidians (1969), Rückwärtsbotschaften (A Is to B as B Is to C) und Hypnose (The Devil Is in the Details). Es bleibt das Markenzeichen von Boards of Canada, intuitiv harmonische Melodien in eine verstörende Stimmung zu setzen.

„Geogaddi is a record for some sort of trial-by-fire, a claustrophobic, twisting journey that takes you into some pretty dark experiences before you reach the open air again. It has a kind of narrative.“

„Geogaddi ist wie eine Feuertaufe: ein klaustrophobischer, seltsamer Ausflug, die einem ziemlich düstere Erfahrungen nahebringt, bevor man wieder an die frische Luft gelangt. Das Album hat eine narrative Struktur.“

Den Entschluss für die düstere Färbung des Albums entstand dem Duo bei den Terroranschlägen am 11. September 2001, die sie während der Produktion im Studio am Fernseher fassungslos mitverfolgten.

## Veröffentlichung
Das Duo und ihr Plattenlabel, Warp Records, kündigten Geogaddi nur minimal an. Dennoch gab es in sechs Städten (London, New York, Tokio, Edinburgh, Paris und Berlin) Veröffentlichungs-Partys. Das Duo gab der Presse auch nur ein Interview, nämlich dem NME via E-Mail.
Das Album erscheint in drei Formaten: die Standard-CD-Verpackung, eine limitierte Edition als gebundenes Buch mit CD und zusätzlichem Artwork, sowie eine Vinyl-Veröffentlichung. Die Seite F der Vinyl-Edition mit dem Track Magic Window – bestehend aus kompletter Stille – geht ad infinitum. In das Vinyl der Seite ist eine Zeichnung einer Kernfamilie eingraviert.
Das Artwork der CD hat ein kaleidoskopisches Motiv. Die limitierte Version des Albums erschien mit einer zwölfseitigen Beilage, die noch mehr Artwork dieser Art beinhaltet. Über Warp Records wurden als Werbegag auch kurzzeitig Kaleidoskope verkauft, als Geogaddi erstmals veröffentlicht wurde. Diese Kaleidoskope finden sich noch öfters bei Online-Auktionen.
Die Band wurde von Steve Beckett, Präsident von Warp Records, dazu inspiriert, die Gesamtlänge des Albums auf 66:06 Minuten auszuweiten. Beckett begründete dies damit, den Hörern glaubhaft zu machen, der Satan selbst habe das Album erstellt. Der Track Gyroscope beinhaltet Samples eines Zahlensenders. Die Samples wurden von Sean Booth von Autechre bereitgestellt.
Die japanische Edition von Geogaddi beinhaltet einen zusätzlichen Track namens From One Source All Things Depend. Dieser kurze Track ist voller Samples von betenden Kindern, die zudem erklären, wen oder was sie für Gott halten. Manche dieser Kindersamples finden sich auch im Song I Can Feel Him in the Morning von der amerikanischen Rockband Grand Funk Railroad von ihrem Album Survival (1971). Die Originalquelle dieser Samples ist unbekannt.

## Rezeption
Kitty Empire vom NME schrieb: „Definitiv das Elektro-Album des Jahres [...] Herrlich garniert mit den wiederkehrenden Motiven, die [Boards of Canada] zu einer einzigartigen Stimme in der elektronischen Musik gemacht haben [...] ein Treffen des Natürlichen mit dem Digitalen, und hier ist es unheimlicher als je zuvor.“
Pitchfork Media lobte das Album auch, doch fand Anstoß daran, dass es sich kaum vom Vorgänger abhebt: „Während manche den Fehler von Boards of Canada bemängeln werden, neue Gebiete zu betreten [...] wird sich der Rest von uns über das gelungene Album vollgepackt mit großartiger Musik freuen.“
Das Album erschien auch auf zahlreichen Jahresendlisten.

## Titelliste
Alle Titel geschrieben von Boards of Canada.
1. Ready Lets[12] Go – 0:59
2. Music is Math – 5:21
3. Beware the Friendly Stranger – 0:37
4. Gyroscope  3:34
5. Dandelion  1:15
6. Sunshine Recorder  6:12
7. In the Annexe  1:22
8. Julie and Candy  5:30
9. The Smallest Weird Number 1:17
10. 1969  4:20
11. Energy Warning 0:35
12. The Beach at Redpoint 4:18
13. Opening the Mouth 1:11
14. Alpha and Omega 7:02
15. I Saw Drones 0:27
16. The Devil is in the Details 3:53
17. A Is to B as B Is to C 1:40
18. Over the Horizon Radar 1:08
19. Dawn Chorus 3:55
20. Diving Station 1:26
21. You Could Feel the Sky 5:14
22. Corsair 2:52
23. Magic Window  1:46  Der Track besteht aus kompletter Stille.